# James Bridie
Œuvres principales
- The Sunlight Sonata (1928)
- The Anatomist (1931)
- A Sleeping Clergyman (1933)
- Daphne Laureola (en) (1949)
Scènes principales
Citizens Theatre (Glasgow), Londres, Broadway (New York) ...
Osborne Henry Mavor, né le 3 janvier 1888 à Glasgow (Écosse) et mort le 29 janvier 1951 à Édimbourg (Écosse), est un dramaturge, écrivain, scénariste et médecin écossais, connu sous le nom de plume de James Bridie.

## Biographie

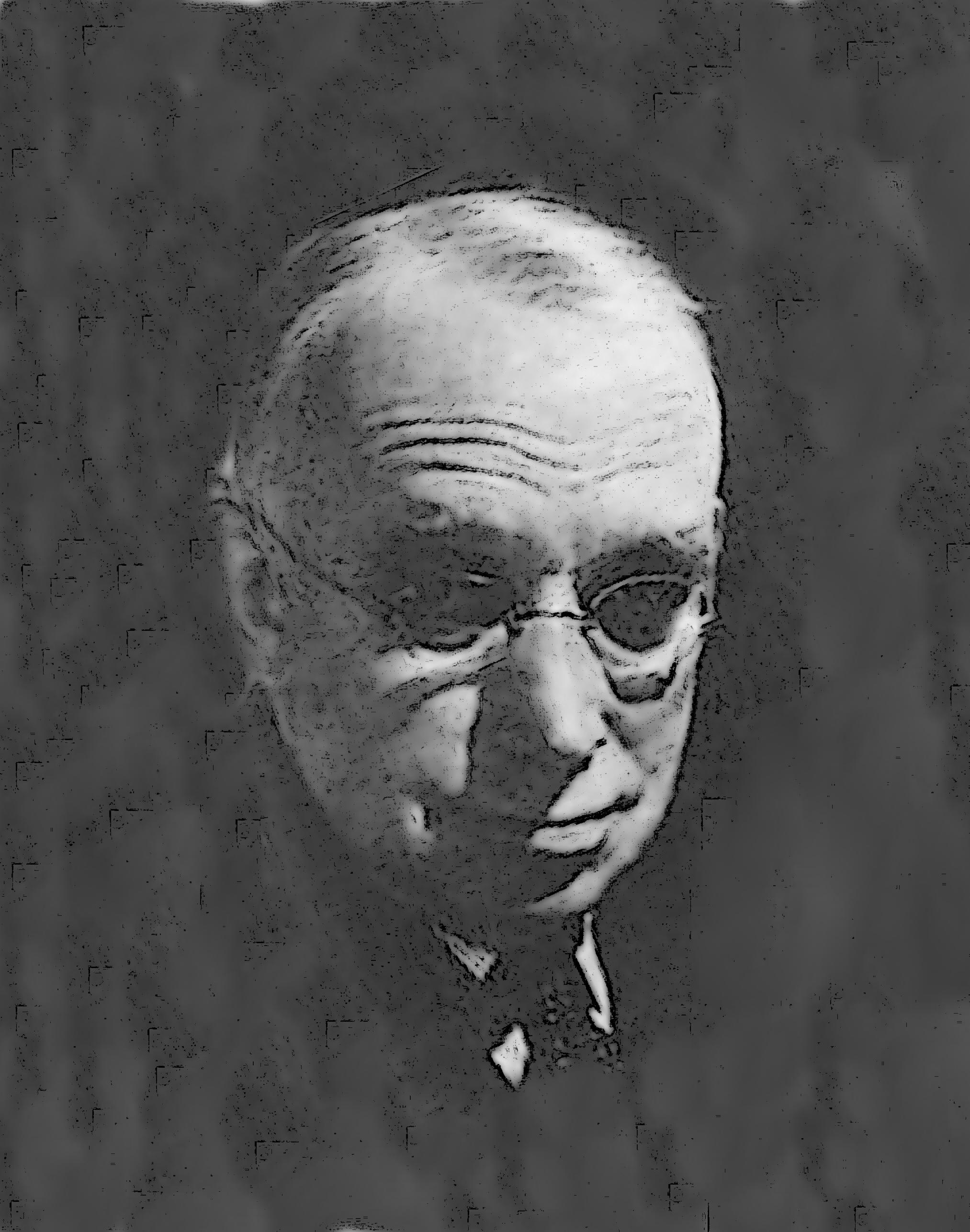
Vers 1950

Sorti en 1913 de l'Université de Glasgow avec un diplôme de médecin, il exerce en particulier au sein de l'armée britannique durant les Première et Seconde Guerres mondiales. Il délaisse vite cette activité au profit de l'écriture, se consacrant principalement au théâtre.
Sa première pièce (sous le nom de plume de Mary Anderson) est The Sunlight Sonata (1928). Puis, sous le second nom de plume de James Bridie, il est l'auteur de nombreuses autres pièces, jusqu'à sa mort en 1951 à 63 ans, des suites d'un accident vasculaire cérébral.
En 1943, il est l'un des fondateurs de la Compagnie du Citizens Theatre (Glasgow), un des lieux principaux où ses pièces sont jouées ; celles-ci sont également représentées, entre autres, à Londres et à Broadway (New York).
Parmi ces représentations, mentionnons The Anatomist (Londres, 1931, mise en scène de Tyrone Guthrie, avec Flora Robson), A Sleeping Clergyman (Broadway, 1934, avec Ruth Gordon et Ernest Thesiger), It Depends What You Mean (Londres, 1944-1945, avec Alastair Sim et Wilfrid Hyde-White), Daphne Laureola (en) (Broadway, 1950, avec Edith Evans et Cecil Parker), Marriage Is No Joke (Citizens Theatre, 1954, avec Andrew Keir), ainsi que Mr. Gillie (Citizens Theatre, 1956, avec Andrew Keir et Molly Urquhart).
On lui doit aussi des adaptations de pièces étrangères, comme Le Canard sauvage et Hedda Gabler d'Henrik Ibsen.
Il est également l'auteur de mémoires relatant son expérience de médecin militaire durant le premier conflit mondial, titrés Some Talk of Alexander et publiés en 1926, ainsi que d'une autobiographie publiée en 1939 sous le titre One Way of Living.
Par ailleurs, occasionnellement scénariste, James Bridie contribue au cinéma à cinq films (dont quatre britanniques), en particulier trois réalisations d'Alfred Hitchcock, Le Procès Paradine (1947), Les Amants du Capricorne (1949) et Le Grand Alibi (1950).
Enfin, ses pièces sont plusieurs fois adaptées au cinéma (ex. : There Was a Crooked Man de Stuart Burge en 1960) et à la télévision britannique, sous forme de téléfilms ou dans le cadre de séries.

## Œuvres (sélection)

### Pièces de théâtre
(les dates sont celles de première publication)
- 1928 : The Sunlight Sonata (ou To Meet the Seven Deadly Sins ; sous le nom de plume de Mary Henderson)
- 1929 : The Switchback
- 1930 : The Pardoner's Tale ; Tobias and the Angel
- 1931 : The Anatomist ; The Dancing Bear
- 1932 : Jonah and the Whale
- 1933 : A Sleeping Clergyman
- 1934 : Colonel Witherspoon ; Marriage Is No Joke ; Mary Reed (coécrite par Claud Gurney)
- 1935 : The Black Eye
- 1937 : Susannah and the Elders
- 1938 : Babes in the World ; The King of Nowhere ; The Last Trump ; The Letter Box Rattles
- 1939 : What Say They?
- 1942 : The Holy Isle
- 1943 : Change for the Worse ; Mr. Bolfry ; The Dragon and the Dove (ou How the Hermit Abraham Fought the Devil for His Niece)
- 1945 : Lancelot ; Paradise Enow
- 1948 : Gog and Magog
- 1949 : Daphne Laureola ; Dr. Angelus ; John Knox ; It Depends What You Mean ; The Golden Legend of Shults
- 1950 : Mr. Gillie ; The Queen's Comedy
- 1953 : The Baikie Charivari (ou The Seven Prophets) (*)
- 1954 : Meeting at Night (coécrite par Archibald Batty) (*)

(*) : publication posthume

### Autres écrits
- 1926 : Some Talk of Alexander (mémoires), Methuen & Co. Ltd, Londres, 180 p.
- 1939 : One Way of Living (autobiographie), Constable Pub., Londres, 299 p.
- 1944 : The Forrigan Reel, opéra-ballade, musique de Cedric Thorpe Davie (livret)

## Filmographie partielle

### Cinéma
- 1937 : Tempête dans une tasse de thé (Storm in a Teacup) de Ian Dalrymple et Victor Saville (scénariste ; adaptation de la pièce Sturm im Wasserglas de Bruno Frank)
- 1947 : Le Procès Paradine (The Paradine Case) d'Alfred Hitchcock (scénariste)
- 1949 : Les Amants du Capricorne (Under Capricorn) d'Alfred Hitchcock (scénariste)
- 1950 : Le Grand Alibi (Stage Fright) d'Alfred Hitchcock (scénariste)
- 1951 : Flesh and Blood d'Anthony Kimmins (adaptation de la pièce A Sleeping Clergyman)
- 1952 : Folly to Be Wise de Frank Launder (scénariste ; adaptation de la pièce It Depends What You Mean)
- 1960 : There Was a Crooked Man de Stuart Burge (adaptation de la pièce The Golden Legend of Shults)

### Télévision
(téléfilms)
- 1956 : The Anatomist de Dennis Vance (adaptation de la pièce éponyme)
- 1959 : Meeting at Night de James MacTaggart (adaptation de la pièce éponyme)
- 1975 : Jonah and the Whale de Tina Wakerell (adaptation de la pièce éponyme)
- 1978 : Daphne Laureola de Waris Hussein (adaptation de la pièce éponyme)